# Ministre des Affaires étrangères (Canada)
Pour les articles homonymes, voir Ministère des Affaires étrangères.
Le ministre des Affaires étrangères (anglais : Minister of Foreign Affairs) — de 1909 à 1993, secrétaire d'État des Affaires extérieures — est le ministre responsable des relations internationales du Canada au sein du gouvernement fédéral. Il est à la tête d'Affaires mondiales Canada.

## Ministres notables
Les ministres des Affaires étrangères du Canada jouent parfois un rôle important au niveau international :
- Lester B. Pearson (par la suite Premier ministre) désamorce la crise de Suez et est à l'origine de la création des Casques bleus. Il reçoit le prix Nobel de la paix en 1957 ;
- Joe Clark (alors ancien Premier ministre) mène l'opposition au système d'apartheid en Afrique du Sud auprès du Commonwealth, face à la résistance initiale du gouvernement britannique de Margaret Thatcher et du gouvernement des États-Unis ;
- Lloyd Axworthy est à l'origine de la convention d'Ottawa, sur l'interdiction des mines antipersonnel dans la plupart des pays du monde.

## Liste des titulaires

### Secrétaire d'État aux Affaires extérieures (1912-1993)
À l'exception de la période 1909 à 1912, jusqu'au ministre Louis St-Laurent en 1946, le ministre était généralement aussi le premier ministre. Diefenbaker a repris ce rôle lorsqu'il a été élu premier ministre, avant de le céder à Howard Green en 1959. Depuis, les deux rôles sont pleinement distincts.

### Ministre des Affaires étrangères (depuis 1993)
| Ministre Parti   | Ministre Parti  | Ministre Parti                      | Début            | Fin              | Gouvernement     |
| ---------------- | --------------- | ----------------------------------- | ---------------- | ---------------- | ---------------- |
|                  |                 | André Ouellet Libéral               | 4 novembre 1993  | 24 janvier 1996  | 26e (Chrétien)   |
|                  |                 | Lloyd Axworthy Libéral              | 24 janvier 1996  | 16 octobre 2000  | 26e (Chrétien)   |
|                  |                 | John Manley Libéral                 | 16 octobre 2000  | 15 janvier 2002  | 26e (Chrétien)   |
|                  |                 | Bill Graham Libéral                 | 15 janvier 2002  | 12 décembre 2003 | 26e (Chrétien)   |
| 12 décembre 2003 | 19 juillet 2004 | Bill Graham Libéral                 | 27e (Martin)     |                  |                  |
|                  |                 | Pierre Pettigrew Libéral            | 27e (Martin)     | 19 juillet 2004  | 5 février 2006   |
|                  |                 | Peter MacKay Conservateur           | 6 février 2006   | 14 août 2007     | 28e (Harper)     |
|                  |                 | Maxime Bernier Conservateur         | 14 août 2007     | 26 mai 2008      | 28e (Harper)     |
|                  |                 | David Emerson Conservateur          | 26 mai 2008      | 20 octobre 2008  | 28e (Harper)     |
|                  |                 | Lawrence Cannon Conservateur        | 30 octobre 2008  | 18 mai 2011      | 28e (Harper)     |
|                  |                 | John Baird Conservateur             | 18 mai 2011      | 3 février 2015   | 28e (Harper)     |
|                  |                 | Rob Nicholson Conservateur          | 9 février 2015   | 4 novembre 2015  | 28e (Harper)     |
|                  |                 | Stéphane Dion Libéral               | 4 novembre 2015  | 10 janvier 2017  | 29e (J. Trudeau) |
|                  |                 | Chrystia Freeland Libéral           | 10 janvier 2017  | 20 novembre 2019 | 29e (J. Trudeau) |
|                  |                 | François-Philippe Champagne Libéral | 21 novembre 2019 | 12 janvier 2021  | 29e (J. Trudeau) |
|                  |                 | Marc Garneau Libéral                | 12 janvier 2021  | 26 octobre 2021  | 29e (J. Trudeau) |
|                  |                 | Mélanie Joly Libéral                | 26 octobre 2021  | 14 mars 2025     | 29e (J. Trudeau) |
| 14 mars 2025     | 13 mai 2025     | Mélanie Joly Libéral                | 30e (M. Carney)  |                  |                  |
|                  |                 | Anita Anand Libéral                 | 30e (M. Carney)  | 13 mai 2025      | En fonction      |